# Nils Bejerot
Nils Bejerot est un psychiatre et criminologiste suédois, né le 21 septembre 1921 à Norrtälje et mort le 29 novembre 1988 à Stockholm.
Il est connu pour ses travaux sur l'abus de drogues et pour être à l'origine du nom du syndrome de Stockholm.

## Biographie
Bejerot est l'un des premiers chercheurs sur le thème de l'abus de drogues en Suède. Son opinion selon laquelle l'abus de drogues était une affaire criminelle et que l'usage de drogues devrait avoir des sanctions sévères a été très influente en Suède et dans d'autres pays. Il croyait que le remède à la toxicomanie était de rendre les drogues inaccessibles et socialement inacceptables. Il a également préconisé l'idée que l'abus de drogues pourrait passer d'un symptôme à une maladie en soi.